# Despacito
Despacito är en singel av sångaren Luis Fonsi med rapparen Daddy Yankee som gästartist. Låten är skriven av Luis Fonsi, Erika Ender och Daddy Yankee samt producerad av Andrés Torres och Mauricio Rengifo. I januari 2019 passerade dess video på Youtube 6,2 miljarder visningar. Den blev 4 augusti 2017 den mest sedda videon på Youtube.

## Listplaceringar
| Lista (2017)                        | Högsta listplacering |
| ----------------------------------- | -------------------- |
| Australien (ARIA)                   | 1                    |
| Belgien (Ultratop 50 Flandern)      | 1                    |
| Belgien (Ultratop 40 Vallonien)     | 1                    |
| Danmark (Trackslisten)              | 1                    |
| Frankrike (SNEP)                    | 1                    |
| Italien (FIMI)                      | 1                    |
| Nederländerna (Mega Single Top 100) | 1                    |
| Schweiz (Swiss Music Charts)        | 1                    |
| Spanien (PROMUSICAE)                | 1                    |
| Sverige (Sverigetopplistan)         | 1                    |
| Österrike (Ö3 Austria Top 40)       | 1                    |